# 南崁兒童藝術村
南崁兒童藝術村，2019年8月正式營運，前身是北區兒童之家員工及院長宿舍，院長宿舍為古蹟，部分宿舍群則是歷史建築。

## 歷史
台灣省兒童保育院於1946年創立於北投，後擴院並遷入桃園，1980年改名「臺灣省立桃園育幼院」。1989年7月因精省改造，更名為「內政部北區兒童之家」。1999年，規劃遷移至別處，此地收回並搬離全數住戶。
2010年，褚春來競選蘆竹鄉長時曾承諾將作為公園，但2013年向體育司申請補助並規畫興建為運動中心，引發在地民眾組織「搶救南崁珍貴老樹老房子聯盟」抗議。
2014年，院長宿舍被指定為古蹟，部分宿舍建築則是在隔年登錄為歷史建築。2015年1月，搶救聯盟發起人孫毓晴要求鄭文燦兌現選前承諾，全區保留宿舍群。同年3月20日，正式宣布將運動中心改至五福游泳池興建，並在此興建文創公園及中心。
2016年，開始院長宿舍修復工程，隔年開始修復其餘宿舍群，總經費約6000萬餘元，並打造「南崁兒童藝術村」。
2019年4月4日兒童節，開始試營運，此計畫加上前期研究經費，共7358萬餘元，保留育幼院的兒童教育史料，也成為地方文創基地。
2019年10月，前鄉長、時任市議員褚春來批評淪為蚊子館，質疑人潮少，文化局則是表示4月試營運到9月，有五萬餘人次參觀。